# Chororapithecus
Chororapithecus abyssinicus era um hominídeo que viveu há cerca de 10,5 a 10 milhões de anos, durante o Mioceno, no que é hoje a Etiópia. Pensa-se que seja a primeira espécie de gorilla conhecida. A sua existência indica que o último ancestral comum entre humanos, chimpanzés e gorilas pode ter vivido há 11 a 10 milhões de anos, o que é pelo menos 2 milhões de anos mais cedo do que a data que se pensava anteriormente que era há 8 milhões de anos.
Os pesquisadores compararam a composição dos dentes doutros macacos atuais e fósseis, e concluíram que os fósseis dos novos macacos possivelmente eram de uma espécie de gorila que alimentava-se principalmente de fibras vegetais ricas em nutrientes e que a espécie fóssil é provavelmente um ancestral direto dos gorilas que vivem atualmente em África. Como alternativa, a ideia que os achados são os restos dos primeiros hominídeos não foi descartada totalmente.